# Pevný kyslík

Fázový diagram pevného kyslíku

Pevný kyslík vzniká za normálního tlaku při teplotách pod -218,79 °C (54,36 K). Je to, podobně jako kapalný kyslík, čirá látka s lehce namodralou barvou způsobenou absorpcí červeného záření (na rozdíl od barvy oblohy, která je způsobena Rayleighovým rozptylem).
Molekuly kyslíku přitahují pozornost díky vztahu mezi molekulárním magnetizmem a krystalovou strukturou, elektronovou strukturou a supravodivostí. Kyslík je jedinou jednoduchou, dvouatomovou molekulou (a jednou z mála molekul obecně), která vykazuje magnetický moment. Díky tomuto je pevný kyslík mimořádně zajímavý, lze ho považovat za "spinově-řízený" krystal, který vykazuje neobvyklé magnetické chování. Za velmi vysokých tlaků změní pevný kyslík své chování z izolantu na kovový stav a za velmi nízkých teplot přejde do supravodivého stavu. Výzkum struktury kyslíku započal ve dvacátých letech 20. století, a v současnosti známe šest odlišných krystalografických fází.

## Fázové přechody
Známe celkem šest různých fází pevného kyslíku:
1. α-fáze: světle modrá - vzniká za atmosférického tlaku při teplotě nižší než -249,35 °C, monoklinická krystalová struktura.
2. β-fáze: slabě modrá až růžová - vzniká za atmosférického tlaku při teplotě nižší než -229,35 °C, romboedrická krystalová struktura, (při pokojové teplotě a vysokém tlaku se začíná transformovat na tetrakyslík).
3. γ-fáze: slabě modrá - vzniká za atmosférického tlaku při teplotě nižší než -218.79 °C, krychlová krystalová struktura.
4. δ-fáze: oranžová — vzniká za laboratorní teploty při tlaku 9 GPa
5. ε-fáze: tmavě červená až černá — vzniká za laboratorní teploty při tlaku vyšším než 10 GPa
6. ζ-fáze: kovová — vzniká při tlacích vyšších než 96 GPa

Je známo, že kyslík při přechodu do pevného skupenství za laboratorní teploty a při vysokém tlaku vytváří β-fázi, dalším zvyšováním tlaku přechází tato fáze na fázi δ při 9 GPa a ε při 10 GPa, tyto přechody jsou spojené se změnou barvy na růžovou, oranžovou, potom červenou (stabilní fáze oktakyslíku), a poté červená barva přechází se zvyšujícím se tlakem na černou. Tyto barevné změny jsou způsobeny zvětšováním molekulárních interakcí. Pokud na fázi ε působíme tlakem vyšším než 96 GPa přechází na ještě hustší modifikaci ζ.

## Červený kyslík
Jakmile tlak kyslíku při pokojové teplotě překročí 10 GPa, dojde k výrazným fázovým přeměnám na jiné alotropní modifikace. Tyto změny jsou doprovázeny výrazným snížením objemu a barevnou změnou z modré na tmavě červenou. Fáze ε byla objevena roku 1979, ale její struktura nebyla objasněna. Na základě infračervených spekter, byla v roce 1999 navržena struktura obsahující molekuly O4 v krystalové mřížce. V roce 2006 byla provedena rentgenová strukturní analýza této fáze, díky níž bylo zjištěno, že je červený kyslík tvořen molekulami O8.
 Taková struktura nebyla nikdy teoreticky předpovězena: romboedrický klastr O8 skládající se ze čtyř molekul O2.
| Model molekuly    | Část krystalové struktury ε-kyslíku |
| Model molekuly O8 | Část krystalové struktury ε-kyslíku |

Ze všech fází pevného kyslíku je tato poměrně zajímavá: má tmavě červenou barvu, velmi silnou absorpci infračerveného záření a pod vlivem magnetického pole kolabuje. Je stabilní ve velmi širokém rozmezí tlaků a stala se předmětem zkoumání v mnoha projektech z oblasti rentgenové strukturní analýzy a spektroskopie a také v mnoha teoretických studiích. Bylo zjištěno, že krystaluje v monoklinické C2/m soustavě a její absorpci v infračervené oblasti lze vysvětlit pomocí shlukování kyslíkových molekul do větších jednotek.
- Kapalný kyslík se využívá jako oxidovadlo v raketách, předpokládá se, že červený kyslík bude ještě silnější oxidovadlo, protože má vyšší hustotu energie.[12]
- Vědci předpokládají, že tato struktura silně ovlivní výzkum struktury prvků.[5]
- Tato fáze vzniká při teplotách nad 600 K a tlacích nad 17 GPa.[5]
- Při 11 GPa je vazebná délka uvnitř O8 klastru 0,234 nm a vzdálenost mezi klastry 0,266 nm (Pro srovnání, vazebná délka u molekuly kyslíku O2 je 0,120 nm).[5]
- Mechanismus vzniku klastru O8 zatím nebyl objasněn, ale předpokládá se, že velkou roli hraje přenos náboje mezi molekulami kyslíku nebo magnetický moment molekuly kyslíku.[5]

## Kovový kyslík
ζ-fáze kyslíku vzniká stlačováním ε-kyslíku na tlak 96 GPa. Poprvé byla připravena roku 1990 stlačením kyslíku na tlak 132 GPa. ζ-fáze s kovovým klastrem vykazuje nízkoteplotní supravodivost.